# Hotchkiss School
The Hotchkiss School es una escuela preparatoria mixta en Lakeville, Connecticut, Estados Unidos. Hotchkiss es miembro de la Asociación de Ocho Escuelas y de la Organización de Admisiones de Diez Escuelas. También es un exmiembro del grupo G30 Schools .

## Historia

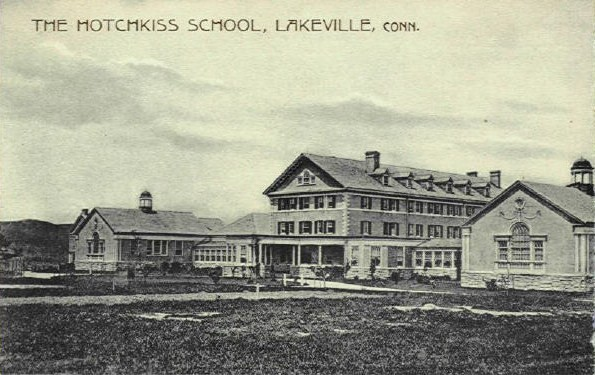
Postal alrededor de 1905

En 1891, Maria Harrison Bissell Hotchkiss, con la orientación del presidente de Yale, Timothy Dwight V, fundó la escuela para preparar a los jóvenes para la Universidad de Yale. En 1892, The Hotchkiss School abrió sus puertas a 50 estudiantes internos varones por $600. La dotación de Hotchkiss también precipitó la ayuda de becas para estudiantes merecedores. En 1974, la escuela pasó a ser mixta.

### Regla número uno
George Van Santvoord (g. 1908, Yale 1912), un director aclamado como el duque con un dormitorio honorario, afirmó que solo había una regla escolar: "Sé un caballero". En 1954, Time reconoció en "Education: The Duke Steps Down", que "de todas las escuelas preparatorias de EE. UU., pocas, si es que hay alguna, pueden superar los estándares que ha establecido Hotchkiss". 

### Relaciones internacionales y diversidad
Maria Hotchkiss no estaba interesada en establecer "una escuela solo para los hijos mimados de los caballeros ricos". La escuela ha inscrito a estudiantes internacionales desde 1896. En 1928, la escuela se unió a la Unión de Habla Inglesa y estableció el Intercambio Internacional de Colegiales. Establecido por la clase de 1948, el Fondo para la Comprensión Global permite la participación de los estudiantes en proyectos de servicio de verano en todo el mundo. En 1953, el exalumno de Hotchkiss, Eugene Van Voorhis (g. 1951, Yale '55, Yale Law '58) incorporó el programa de la Fundación Ulysses S. Grant para ayudar a los estudiantes minoritarios de New Haven con la admisión a un internado, con Hotchkiss participando formalmente además a otras iniciativas de reclutamiento desde la década de 1960 en adelante, como A Better Chance (ABC), el programa de verano Greater Opportunity (GO) para estudiantes del centro de la ciudad, y Prep for Prep para fomentar la minoría líderes
La escuela tiene un 43% de estudiantes diversos  (21% de estudiantes internacionales), ofrece un programa de año escolar en el extranjero, y es miembro del Global Education Benchmark Group (GEBG),  Round Square,  y División Internacional del Instituto Confucio (Hanban). En 2010, Hotchkiss se asoció con la Escuela Secundaria de la Universidad de Pekín para establecer su división internacional de estudios en el extranjero llamada Dalton Academy .

### Mujeres admitidas en 1974
En septiembre de 1974, 88 mujeres jóvenes ingresaron a Hotchkiss como preparatorias, medias bajas, medias altas y seniors. Desde ese comienzo de la coeducación, el alumnado ha crecido hasta un equilibrio de género de aproximadamente 50-50 en el alumnado.

## Académica
Operando en un horario semestral, Hotchkiss ofrece una educación clásica, 224 cursos, 7 idiomas extranjeros: chino, francés, alemán, griego, latín, ruso y español;  y programas de estudios en el extranjero. En 1991, el New York Times reconoció el programa de verano de Hotchkiss como "Escuela de verano para los muy ambiciosos"  y en 2011 como una escuela privada líder en el movimiento de la granja a la mesa, al incorporar la agricultura en el plan de estudios. desde 2008. El año anterior, Deerfield Scroll destacó que "muchos consideran que The Hotchkiss School es el líder en conciencia ambiental entre las mejores escuelas preparatorias del país".
En 2007,The Wall Street Journal incluyó a Hotchkiss entre las escuelas con una tasa de éxito más alta, como Choate y Deerfield Academy, en matriculación en Harvard, Princeton y otras seis, excluyendo Yale .

## Extracurriculares

### Atletismo
Hotchkiss presenta 19 equipos deportivos interescolares  que compiten en la Liga de Fundadores, el Consejo Atlético de las Ocho Escuelas, el Consejo Atlético de la Escuela Preparatoria de Nueva Inglaterra (NEPSAC), y la Vela de las Escuelas de Nueva Inglaterra de la Asociación Interescolar de Vela Distrito de la Asociación (NESSA). Sus colores son el Yale Blue y el blanco, siendo la mascota el bearcat. 
En 1933, Samuel Gottscho fotografió al equipo de béisbol de la Hotchkiss, que aparece en la Colección Gottscho-Schleisner de la Biblioteca del Congreso de los Estados Unidos.

#### Rivalidad entre Hotchkiss y Taft
A pesar de la ubicación de Kent School en el mismo condado, Hotchkiss y Taft School tienen una rivalidad histórica, en la que el último sábado de la temporada deportiva de otoño, llamado Día de Taft en Hotchkiss y Día de Hotchkiss en Taft, las dos escuelas compiten entre sí. otro en cada deporte. Tradiciones similares de internados incluyen la rivalidad Andover-Exeter y la rivalidad Choate-Deerfield .

### Clubs
Hotchkiss ofrece más de 65 clubes, incluido The Record, un periódico quincenal dirigido por estudiantes que circula en el campus y entre los exalumnos, el anuario The Mischianza, el conjunto de música Hotchkiss Chorus y organizaciones de servicios extensos como St. Luke's Society. Otras organizaciones notables incluyen Callioupe, el grupo de chicas a cappella; Bluenotes, el grupo de chicos a cappella; el Equipo de Discurso y Debate de Hotchkiss; y Food for Thought, el club de filosofía de la escuela. La escuela también organiza un festival de cine anual dirigido por estudiantes, The Hotchkiss Film Festival, que atrae a estudiantes de cine de todo el mundo para competir por premios y becas.

## Instalaciones

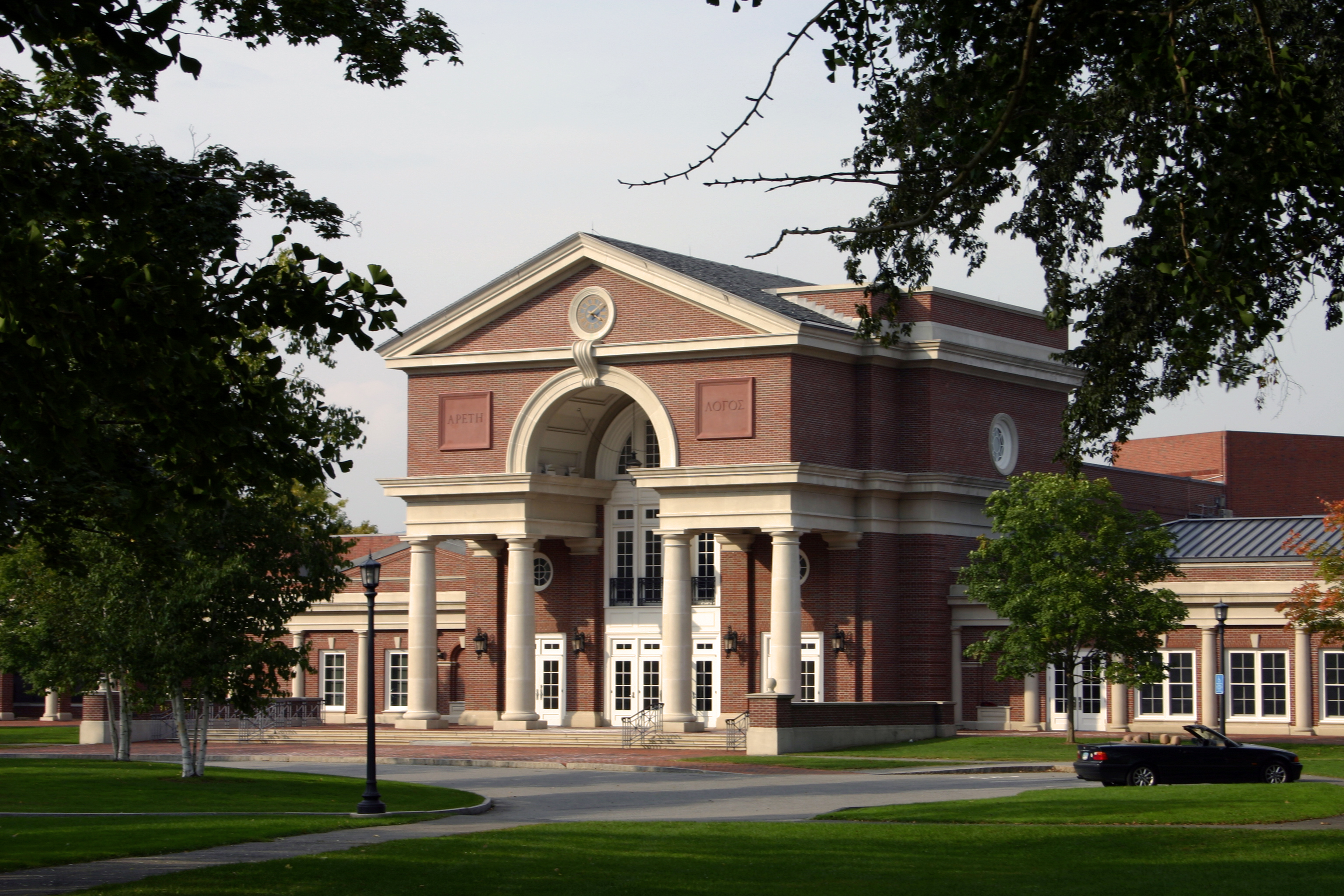
Edificio principal, centro académico y social de Hotchkiss

La escuela tiene vistas a los Berkshires en un área rural de 827 acres (3 km2) de campus con 12 dormitorios de un solo sexo (Baechle-Ayres, Buehler, Coy, Dana, Edelman, Flinn, Garland, Memorial, Tinker, Van Santvoord, Wieler y Redlich, inaugurado en 2016) y 1 dormitorio para todos los géneros ( Watson), dos lagos y un bosque.  El edificio principal sirve como centro académico y social, con 30 aulas SmartBoard, la biblioteca en memoria de Edsel Ford con 87 000 volúmenes que ocupan 25 000 pies cuadrados y comedores.
Hotchkiss, socio de energía ecológica de la EPA y aliado de las escuelas ecológicas, requiere que todos los edificios del campus adquieran la certificación LEED y se renovó para lograr la segunda certificación LEED Gold más alta en 2008 y usar un 34% de energía verde power (clasificada como la octava escuela verde K-12 más grande en 2009 por la EPA), mientras mantiene la tradición de la arquitectura georgiana de Bruce Price, Cass Gilbert y Delano y Aldrich. El proyecto de renovación de la escuela le valió a Robert AM Stern Architects el Premio Palladio 2010, con Paul Rudolph y Butler Rogers Basket contribuyendo con elementos de la arquitectura moderna .

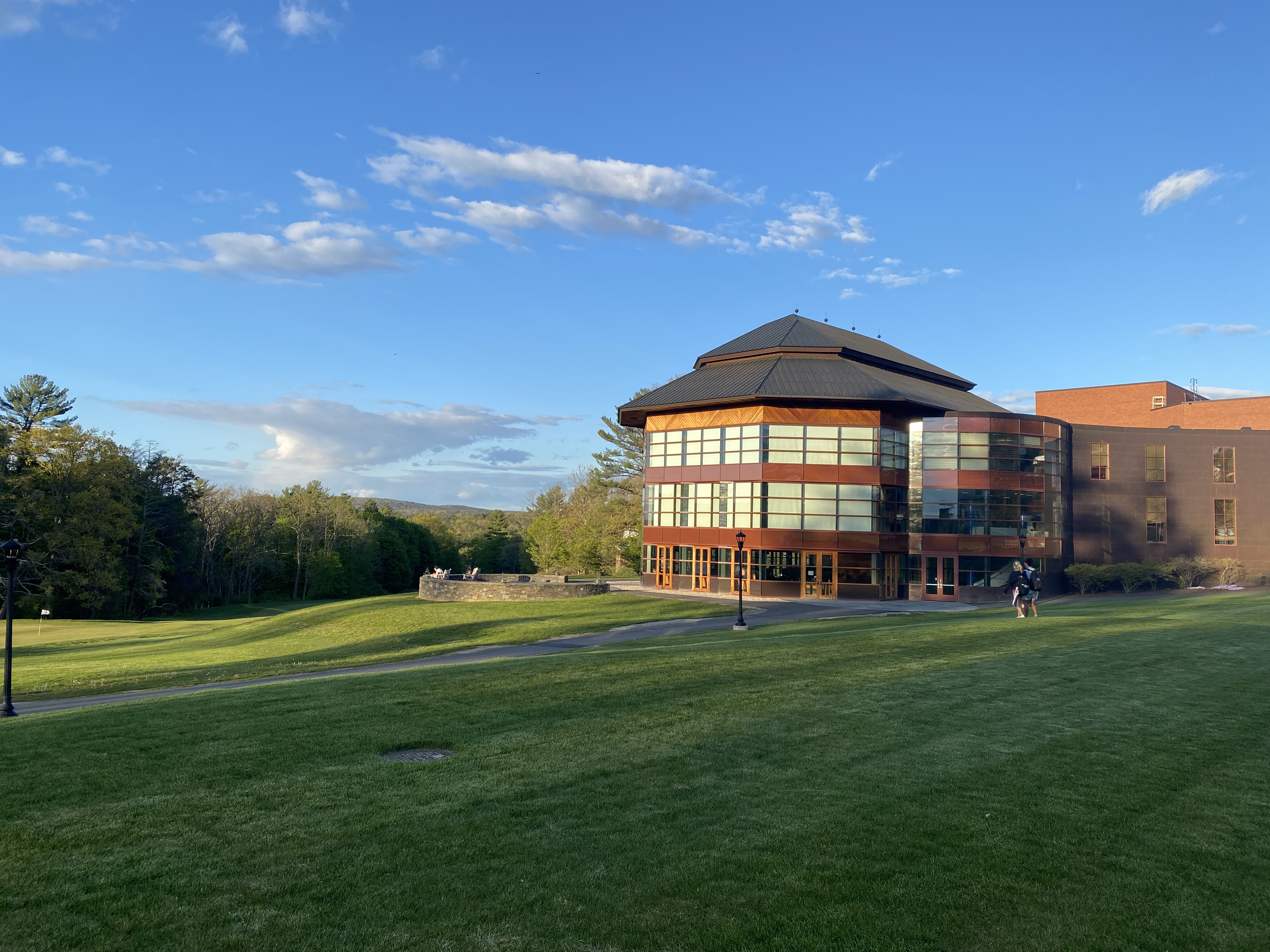
Centro de Música Esther Eastman (2021)

### Instalaciones de arte
En 2005, Hotchkiss abrió el Esther Eastman Music Center de 715 asientos, equipado con un piano Fazioli F308 hecho a mano, 12 pianos Steinway, 12 salas de práctica, 3 salas de práctica de conjunto, una estación de radio WKIS y un laboratorio de interfaz digital de instrumentos musicales (MIDI). Hotchkiss también tiene un teatro de proscenio de 615 asientos llamado Walker Auditorium.
En 2002, Hotchkiss inauguró el Forrest E. Mars Jr. Athletic Center, un centro deportivo de 212000 pies cuadrados con superficies de juego de usos múltiples, pista de ejercicio interior elevada, la pista olímpica Andrew K. Dwyer y Martin Dwyer III y la pista NHL Thomas Schmidt, natatorium con piscina de 10 carriles y pozo de buceo separado, William C. Fowle Gymnasium (cancha de baloncesto de madera dura), Edward R. Davis Wrestling Room, Joseph Cullman Squash Courts con ocho canchas internacionales de squash, Ford Indoor Tennis Courts, John R. Chandler Jr. Gimnasio, vestuarios y duchas.
El campo de golf Hotchkiss es un campo de golf de nueve hoyos de aproximadamente 3000 yardas, diseñado por Seth Raynor en 1924 y clasificado por Golf Digest como uno de los 25 mejores campos de nueve hoyos de Estados Unidos. Hotchkiss también tiene el Baker Complex, que incluye el Sprole Field sintético y la pista Hemmingway para todo clima; quince canchas de tenis al aire libre; Pistas de Pádel Joseph Cullman; Centennial, Hoyt, Taylor, Downing y Class of '49 Fields; Muros de Escalada Malkin; el lago Wononscopomuc y un cobertizo para navegar; tres estanques; y extensas rutas de senderismo.

## En la cultura popular

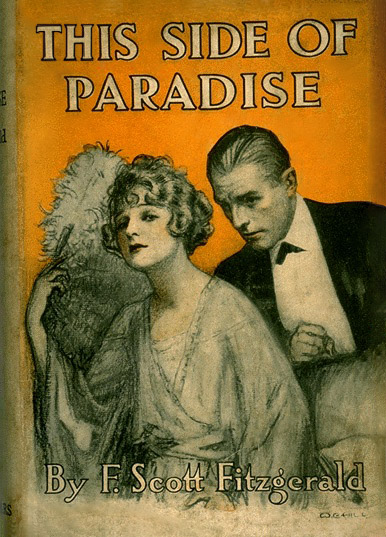
A este lado del paraíso de F. Scott Fitzgerald

- El libro de F. Scott Fitzgerald This Side of Paradise (1920) y el cuento "Six of One" (1932) mencionan la escuela varias veces.[36]
- En 1947, Time hizo famoso un grafiti de Hotchkiss al publicarlo dos veces: "En Lakeville, Conn., alguien escribió a lápiz en el baño de la escuela Hotchkiss: "Schuyler van Kilroy 3rd was here",   un gracioso y noble y variación con título generacional de la expresión popular " Kilroy estuvo aquí ".
- La última entrevista de Archibald MacLeish (1982) en la revista American Heritage reveló: "¡Dios, cómo no me gustaba Hotchkiss!"
- El libro de Rosemary Wells Through the Hidden Door (1987) presenta al personaje principal, Barney Penniman, quien planea asistir a Hotchkiss.[37]
- El libro American Psycho (1991) de Bret Easton Ellis presenta a la prometida de Patrick Bateman, Evelyn, como graduada de Hotchkiss.[38]
- El libro de Joe Klein Primary Colors (1996) presenta al personaje principal, Henry Burton, como un graduado de Hotchkiss frecuentemente llamado "Hotchkiss".[39]
- El libro de Jeffrey Archer Sons of Fortune (2002) presenta al protagonista, Fletcher Davenport, como un graduado de Hotchkiss.[40]
- El cuento de Jay McInerney "La Madonna de la temporada del pavo" (2007) presenta a un personaje principal, Aidan, como exalumno de Hotchkiss.[41]
- El personaje de la serie de televisión Mad Men (2007) , Glen Bishop, asiste a Hotchkiss. En la temporada 5, episodio 12, " Comisiones y tarifas ", se escapa del campus para visitar a Sally Draper en Nueva York.